# Nagy Gyula (evangélikus püspök)
D. dr. Nagy Gyula (Pelsőc, 1918. szeptember 22. ─ Budapest, 2014. december 29.) evangélikus lelkész, teológus professzor, az északi egyházkerület püspöke, az egyház országos püspök-elnöke. 1967-től állambiztonsági ügynök, 1987-től országgyűlési képviselő.

## Élete
Győrben a bencések gimnáziumában érettségizett, majd Sopronban tanult az akkori Erzsébet Tudományegyetem Hittudományi Karán. 1940-ben, Győrben szentelte lelkésszé D. Kapi Béla. Ezután a berlini Humboldt Egyetem teológiai fakultásán, majd filozófiai karon tanult, ahol doktori fokozatot szerzett. A II. világháború alatt, 1943-44-ben a német Halle-Wittenberg Egyetem teológiai karán előadóként dolgozott. 1946-ban, Sopronban szerzett teológiai doktorátust.

### Egyházi karrier
Sopronban, Győrben és Pécsen dolgozott segédlelkészként és vallástanárként.
1950-ben megválasztották a budapesti Evangélikus Teológiai Akadémia teológiai professzorának. 
1971-től a Lutheránus Világszövetség genfi központjában dolgozott, majd 1975-től 1980-ig az Európai Egyházak Konferenciájának teológiai igazgatója.
1980-ban tért haza és kezdett újra a Teológiai Akadémián dolgozni. Ez évtől a déli egyházkerület püspökhelyettese.
1982-ig töltötte be e tisztségeket, amikor az északi egyházkerület püspökévé választották. 1990-ig volt az egyházkerület püspöke.
1986 elejétől – Káldy Zoltán betegsége miatt – az egyház püspök-elnök helyettese.
1987 nyarától az evangélikus egyház püspök-elnöke. E tisztségben 1990-ig, nyugdíjazásáig maradt.
A MEÖT és a Magyar Bibliatanács alelnöke volt.

### Állami karrier
1967-től állambiztonsági ügynök.
1987 szeptemberétől országgyűlési képviselő.
Az országgyűlés külügyi bizottságának tagja, a Hazafias Népfront Országos Tanácsa elnökségének tagja.
A Magyar ENSZ Társaság Intézőbizottságának tagja és az Emberi Jogok Bizottságának társelnöke.

### Magánélet
Schmidtbauer Margit zenetanárnővel kötött házasságot. Három gyermeke született: Gábor, Gyula, Éva Margit.

## Főbb művei
- Der Doppelaspekt der Seele in Platons Jugend- und Reifezeitdialogen. Inaugural-Dissertation zur Erlangung des Doktorgrades genehmigt von der Philosophischen Fakultät der Friedrich-Wilhelms-Universität zu Berlin; Aderhold, Weida, 1943
- Egyház a mai világban. Teológiai szociáletika; Magyarországi Evangélikus Egyház Sajtóosztálya, Bp., 1967
- Az egyház kincse. Igehirdetések és teológiai tanulmányok, 1944–1948; Magyarországi Evangélikus Egyház Sajtóosztálya, Bp., 1988
- Az egyház mai tanítása. Evangélikus dogmatika; Magyarországi Evangélikus Egyház Sajtóosztálya, Bp., 2000–
  - 1. Alapkérdések. Keresztyén tanítás Istenről, a világról és az emberről; 2000
  - 2/1. A bűn lényege, eredete és következményei. Hamartiológia; 2004